# Goiuri-Ondona
Goiuri-Ondona officiellement en basque ou Gújuli-Ondona en castillan  est une commune ou une contrée appartenant à la municipalité d'Urkabustaiz dans la province d'Alava, située dans la Communauté autonome basque en Espagne.
Il regroupe le hameau ou lieu-dit de Goiuri et la ferme d'Ondona.

## Images

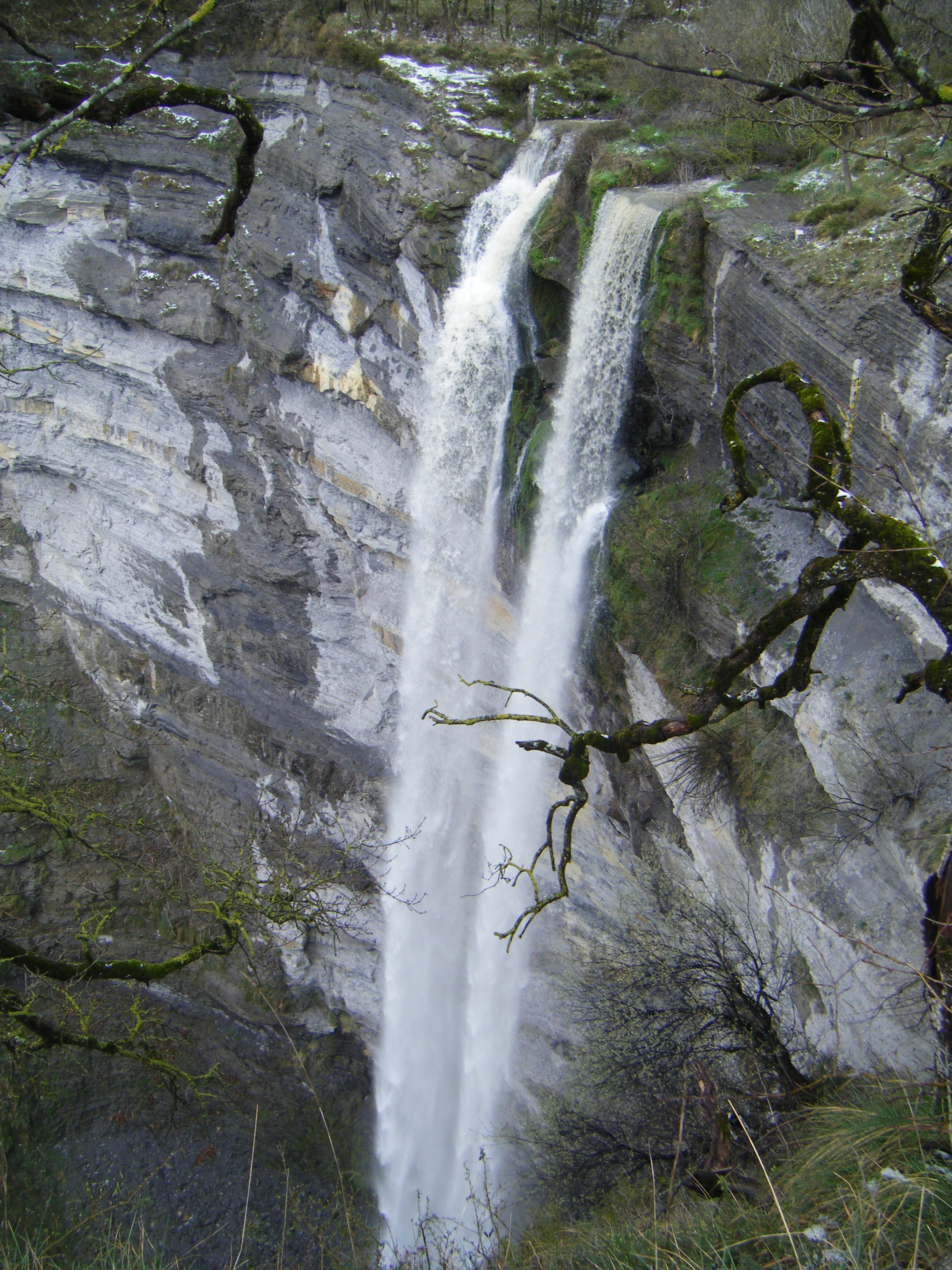
La cascade de Goiuri.
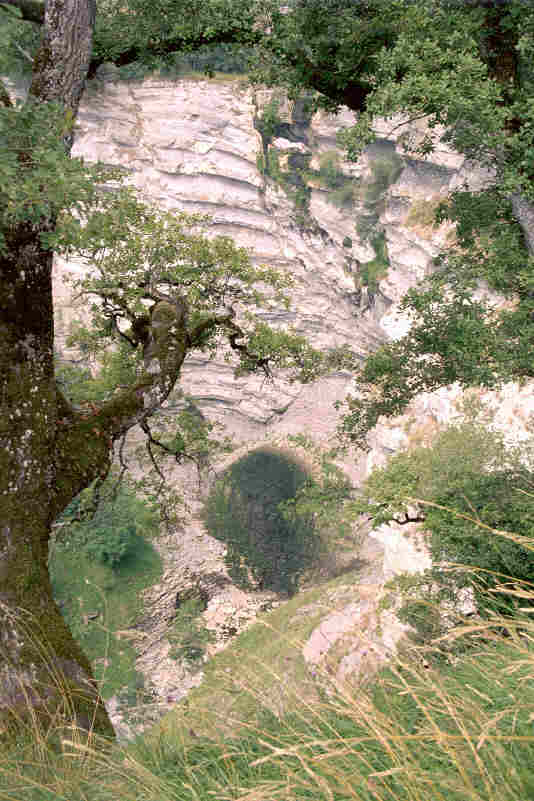
La cascade en été.